# Imagawayaki

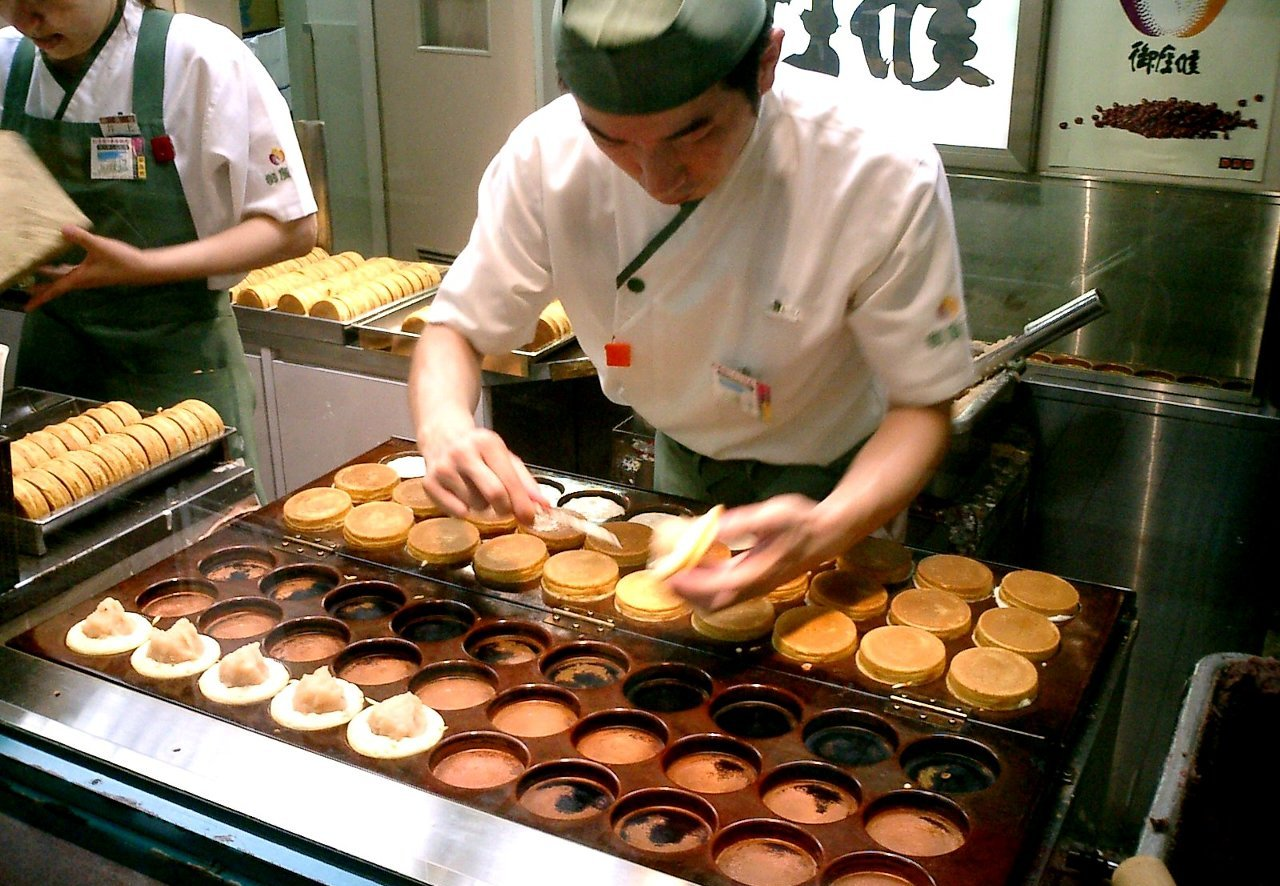
Bereiding van imagawayaki (gozasōrō) in een winkel in Sannomiya

Imagawayaki (Japans: 今川焼き) is een Japanse gevulde wafel, die normaliter als straatvoedsel wordt verkocht. Dit gebakje valt onder de wagashi (Japanse zoetwaren). Traditioneel is de gebakken deeglaag gevuld met anko, een zoete rodebonenpasta, en wordt het warm geserveerd. Het wordt veel gegeten op Japanse feesten en is ook buiten Japan te vinden. Het gerecht is vergelijkbaar met dorayaki, een pannenkoek gevuld met rodebonenpasta. En natuurlijk met de taiyaki, wat in feite een imagawayaki in de vorm van een zeebrasem is.

## Bereidingswijze
De deeglaag van de imagawayaki wordt gemaakt van gewoon pannenkoeken- of wafelbeslag. Het beslag wordt, voor beiden kanten gespiegeld, op cirkelvormige ijzermallen gegoten (vergelijkbaar met een wafelijzer maar zonder honingraatpatroon). Vervolgens worden beide kanten van de imagawayaki goudbruin gebakken en wordt de vulling aan één kant op het beslag gelegd. Dan wordt de ene kant op de andere gelegd, waardoor de vulling wordt omhuld door een deeglaag. Dit geeft het gerecht een knapperige, dunne, goudbruine buitenkant, maar zachte volle binnenkant. Het wordt warm gegeten.
Traditioneel wordt de imagawayaki gevuld met anko, een zoete pasta van rode adukibonen. Echter wordt het tegenwoordig ook met andere vullingen bereid zoals zoete custardcrème of fruit, maar ook met verschillende hartige vullingen zoals groenten en vlees. Ook zijn er moderne versies waarbij aan het deeg een smaakmaker is toegevoegd, zoals matcha (Japanse groene thee).
In de ijzermal kan een tekening worden verwerkt, waardoor de imagawayaki op de platte kant een meegebakken opschrift krijgt.

## Verschillende benamingen
Imagawayaki heeft verschillende benamingen, variërend volgens gebied en firma.

### Volgens gebied
- Ōban-yaki (大判焼き), voornamelijk in de regio Kansai.
- Kaiten-yaki (回転焼き) of Kaiten manjū (回転饅頭) in de regio’s Kansai en Kyushu.
- Nijū-yaki (二重焼き)
- Koban-yaki (小判焼き)
- Gishi-yaki (義士焼き)
- Tomoe-yaki (巴焼き)
- Taiko-yaki (太鼓焼き) of Taiko manjū (太鼓饅頭)
- Bunka-yaki (文化焼き)
- Taishō-yaki (大正焼き)
- Jiyū-yaki (自由焼き)
- Fūfu manjū|夫婦饅頭) of Fū man (フーマン)
- Oyaki (おやき) in sommige delen van Aomori en Hokkaido, en verschillend van de "oyaki" in Nagano.
- Kintsuba|きんつば) op sommige plaatsen in Niigata en Fukushima

### Volgens firma
- Gozasōrō (御座候) een productnaam van Gozasōrō Inc, opgericht in 1950 in Himeji.
- Higiri-yaki (ひぎりやき) een productnaam van Sawai Honpo Inc in Ehime.
- Jiman'yaki (自慢焼き) de naam gebruikt in de Fuji Ice shop in Nagano.